# Вірджиліу Постолакі
Вірджиліу Постолакі (рум. Virgiliu Postolachi, нар. 17 березня 2000, Єдинці) — молдовський футболіст, нападник румунського клубу УТА (Арад).

## Клубна кар'єра
Народився 17 березня 2000 року в місті Єдинці. Вихованець футбольної школи клубу «Парі Сен-Жермен».
У дорослому футболі дебютував 2018 року виступами за команду «Парі Сен-Жермен-2», в якій провів один сезон, взявши участь у 36 матчах чемпіонату. Більшість часу, проведеного у складі У складі, був основним гравцем атакувальної ланки команди.
Своєю грою за цю команду привернув увагу представників тренерського штабу клубу «Лілль-2», до складу якого приєднався 2019 року. Відіграв за дублерів клубу з Лілля наступний сезон своєї ігрової кар'єри.
У 2020 році уклав контракт з клубом «Рояль Ексель Мускрон», у складі якого провів наступний рік своєї кар'єри гравця. 
З 2021 року на правах оренди грав за «Вендсюссель». 
З 2021 року знову, цього разу один сезон захищав кольори клубу «Рояль Ексель Мускрон». 
До складу клубу УТА (Арад) приєднався 2022 року. Станом на 20 листопада 2022 року відіграв за арадську команду 16 матчів в національному чемпіонаті.

## Виступи за збірну
У 2021 році дебютував в офіційних матчах у складі національної збірної Молдови.
| Дата       | Місто   | Господарі | Результат | Гості             | Турнір                               | Голи | Примітки |
| ---------- | ------- | --------- | --------- | ----------------- | ------------------------------------ | ---- | -------- |
| 25-3-2021  | Кишинів | Молдова   | 1 – 1     | Фарерські острови | Відбір до ЧС 2022                    | -    | 73'      |
| 18-1-2022  | Анталія | Молдова   | 2 – 3     | Уганда            | товариський матч                     | -    | 54'      |
| 21-1-2022  | Бозтепе | Молдова   | 0 – 4     | Південна Корея    | товариський матч                     | -    | 56'      |
| 22-9-2022  | Рига    | Латвія    | 1 – 2     | Молдова           | Ліга націй УЄФА 2022-2023 - 1-й етап | -    | 73'      |
| 25-9-2022  | Кишинів | Молдова   | 2 – 0     | Ліхтенштейн       | Ліга націй УЄФА 2022-2023 - 1-й етап | -    | 57'      |
| 16-11-2022 | Кишинів | Молдова   | 1 – 2     | Азербайджан       | товариський матч                     | -    | 46'      |
| 20-11-2022 | Кишинів | Молдова   | 0 – 5     | Румунія           | товариський матч                     | -    | 61'      |
| Усього     |         | Матчів    | 7         |                   | Голів                                | 0    |          |

## Титули і досягнення
- Володар Кубка Румунії (1):

«ЧФР Клуж»: 2024-25